# Domingo Ferrari
Domingo Ferrari fue un ingeniero activo en el siglo XVIII en el territorio de la actual provincia de Teruel.

## Biografía
Originario de Italia, fue uno de los numerosos ingenieros italianos al servicio de ejércitos extranjeros. Fue capitán de ingenieros en el arma de artillería del ejército español, con comisión en Zaragoza. Por motivos personales, se asentó en Cella.
Estuvo particularmente activo en las obras públicas de la comarca, siendo el responsable de entre otras:
- La fuente de Cella, mayor pozo artesiano de Europa y fuente de varias acequias de riego.[2]
- La construcción de la ermita de San Clemente, junto a la fuente en Cella
- La reorganización de los riegos en el tramo alto del río Jiloca, que se extendieron con esas acequias desde los ojos del Jiloca en Monreal del Campo (nacimiento natural del Jiloca) a Cella.
- La desecación de la laguna del Cañizar, entre los términos de Cella y Villarquemado, y del Cañizar de Alba, en Alba del Campo, humedales que eran fuente de paludismo.
- La adecuación y canalización del cauce existente en la zona de Villafranca del Campo, que supuso la desaparición del cauce junto a Torremocha[3] y el final del molino existente en Singra[4] y de la creación del curso actual del río Cella.[3]

A día de hoy una calle lleva su nombre en Cella.